# Gerocyptera divisa
Gerocyptera divisa är en tvåvingeart som först beskrevs av Walker 1864.  Gerocyptera divisa ingår i släktet Gerocyptera och familjen parasitflugor. Inga underarter finns listade i Catalogue of Life.